# Coopersville (Michigan)
Coopersville est une ville du comté d'Ottawa, dans l'État du Michigan, aux États-Unis. En 2020, sa population était de 4 828 habitants.